# Capdepera
Capdepera – gmina w Hiszpanii, w prowincji Baleary, we wspólnocie autonomicznej Balearów, o powierzchni 54,92 km². W 2011 roku gmina liczyła 11 421 mieszkańców.